# Just a Little More Love (bài hát)
"Just a Little More Love" là đĩa đơn đầu tay của nam DJ người Pháp David Guetta. Ca khúc cũng xuất hiện trong album phòng thu đầu tay cùng tên của anh. Trong album này có hai phiên bản của ca khúc: bản chỉnh sửa "Just a Little More Love (Elektro Edit)" và bản phối khí "Just a Little More Love (Wally López Remix Edit)" xuất hiện trong MoS: Clubbers Guide 2004 và album nhạc phim The Football Factory.

## Video âm nhạc
Có một video âm nhạc cho "Just a Little More Love". Trong video có xuất hiện David Guetta.

## Danh sách ca khúc
1. Just a Little More Love (Radio Edit)
2. Just a Little More Love (Wally López Remix)
3. Just a Little More Love (Problem Kid Fat Bottom Funk Remix)
4. Just a Little More Love (Elektro Edit)
5. Just a Little More Love (Elektro Maxi)
6. Just a Little More Love (Remix Edit)
7. Just a Little More Love (Remix Maxi)

## Xếp hạng
| Chart (2001-2003)         | Peak position |
| ------------------------- | ------------- |
| Dutch Singles Chart       | 38            |
| French SNEP Singles Chart | 29            |
| Swiss Singles Chart       | 59            |
| UK Singles Chart          | 19            |

## Liên kết khác
- http://www.discogs.com/David-Guetta-feat-Chris-Willis-Just-A-Little-More-Love/master/91031
- http://www.songfacts.com/detail.php?id=17889